# Fort Jackson (Caroline du Sud)
Pour les articles homonymes, voir Fort Jackson.

Fort Jackson est une base militaire de l'armée des États-Unis, destinée à la formation au combat de base (en anglais : United States Army Basic Training) et à l'enseignement du commandement (TRADOC). Cette structure se trouve à Columbia (Caroline du Sud). L'installation militaire a été nommée en l'honneur d'Andrew Jackson, un général d'armée et septième président des États-Unis  (1829–1837) qui est né dans la zone frontalière entre la Caroline du Sud et la Caroline du Nord.

## Histoire
Fort Jackson  a été créé en 1917 (et s'appelle alors Camp Jackson) à l'entrée en guerre des États-Unis dans la Première Guerre mondiale. À la fin de la guerre, Camp Jackson fut démantelé et le camp abandonné le 25 avril 1922, à la suite de l'ordonnance n° 33, du War Department, en date du 27 juillet 1921.  
Camp Jackson est remis en service pour la Deuxième Guerre mondiale. À la fin de la Deuxième Guerre mondiale, la base aurait dû être désactivée vers 1950 mais resta en service à cause de la Guerre de Corée et se trouve toujours en activité au début du XXIe siècle. Il comporte une annexe reconditionnée en musée militaire depuis les années 1990, accessible au public gratuitement depuis mars 2009.

## Soldats notables
- Ken Berry (1953–1955), danseur, acteur, chanteur, était dans l'artillerie et les services spéciaux à la fin de la Guerre de Corée. Grade de caporal.
- Jim Cook Jr. (2013-2014), Journaliste et dramaturge du New Jersey.
- Jim Croce, chanteur, parolier.
- Leonard Nimoy, acteur, écrivain, directeur de film, poète, musicien et photographe. Membre des services spéciaux. Sergent avec Ken Berry.

- Joe Plumeri, prêtre & CEO de Willis Group Holdings, propriétaire de la Trenton Thunder. Il était dans l'armée de réserve de Fort Jackson en 1968[2].
- Geoff Ramsey, producteur de films, acteur, photo-journaliste, a servi au Koweït.